# Adjuntas (Portoryko)
Adjuntas – miasto w Portoryko, w gminie Adjuntas.